# Spontane menselijke zelfontbranding
Spontane zelfontbranding is een verondersteld fenomeen waarbij een menselijk lichaam vanzelf ontbrandt. Er zijn gevallen bekend dat mensen geheel of gedeeltelijk zijn opgebrand, waarbij het menselijke lichaam zelf diende als brandstof. Sommigen speculeren dat het lichaam spontaan tot ontbranding kan komen, maar hiervoor is echter geen enkele aanwijzing en het is nog nooit geobjectiveerd. Wel is duidelijk uit praktijkonderzoek dat lichaamsweefsel, door de aanwezigheid van vet, langzaam en smeulend kan verbranden in nabijheid van iets, bijvoorbeeld kleding, dat kan functioneren als lont. Dit kan verklaren hoe het mogelijk is dat een lichaam geheel of gedeeltelijk kan opbranden zonder de omgeving te beschadigen. Mogelijk wordt de verbranding in gang gezet door een ongeluk, bijvoorbeeld met een sigaret of een kaars. Er werden ook wel paranormale verklaringen gegeven voor het fenomeen, echter zonder bewijs daarvoor.
In 1998 werd voor het BBC-televisieprogramma Q.E.D. een proef gedaan met een dood varken dat in een laken was gewikkeld en in een gemeubileerde kamer was gelegd. Het laken werd aangestoken met een kleine hoeveelheid benzine. Het duurde enige tijd voordat het lichaam van het varken vlam vatte, maar daarna brandde het lange tijd met kleine vlammen van een hoge temperatuur. De hitte die opsteeg naar het plafond deed een TV smelten. Verder veroorzaakte de brand weinig schade aan de rest van de omgeving, en het lichaam brandde enkele uren voordat het werd geblust en onderzocht. Bij het onderzoek bleek dat het vlees en de botten in het verbrande deel waren vernietigd.

## Gevalsbeschrijvingen
Een bekende casus was de 67-jarige Mary Reeser, die op 2 juli 1951 dood werd gevonden in haar appartement in Saint Petersburg, Florida. Iemand die bij haar op bezoek kwam merkte dat de deurknop heet aanvoelde en belde de politie, die de verbrande resten van mevrouw Reeser aantrof tussen de verbrande resten van de stoel waarin ze had gezeten. Alleen een deel van haar linker voet (met een slipper), haar wervelkolom en haar schedel waren overgebleven. Plastic voorwerpen in de directe nabijheid waren gesmolten.
Een andere casus betrof de 92-jarige John Irving Bentley, wiens verkoolde overblijfselen op 5 december 1966 werden gevonden door de meteropnemer van het gasbedrijf, Don Gosnell, in het toilet van Bentley's woning in Coudersport, Pennsylvania, Verenigde Staten. Alleen een voet en een deel van het onderbeen waren nog intact. Rondom het beschadigde looprek lagen verkoolde resten, er was een flink brandgat in de houten vloer ontstaan en een vettig roetlaagje bedekte de directe omgeving. Deze gebeurtenis werd geïnterpreteerd als een geval van spontane zelfontbranding. Het is echter eenvoudiger en waarschijnlijker te veronderstellen dat de onfortuinlijke Bentley het slachtoffer is geworden van een sigaret of een ander brandend voorwerp dat op zijn lichaam terecht is gekomen en dat hij niet heeft kunnen doven, bijvoorbeeld omdat hij onwel was geworden.
Over het geval van Bentley is gepubliceerd door Larry Arnold The flaming fate of dr Bentley, Pursuit, SITU, Columbia, NJ,1976. Het geval van James Hamilton wordt beschreven in The World Atlas of Mysteries, Pan Books, 1979, p. 22.
Er zijn ook enkele gevallen bekend van mensen die rapporteren dat zij getuige zijn geweest van een spontane ontbranding of een spontane ontbranding aan den lijve hebben ervaren. In de laatste categorie is het geval bekend van James Hamilton, hoogleraar aan de faculteit wiskunde van de Nashville Universiteit, VS. Hij beschrijft in 1835 een geval van een scherpe pijn ontstaan door een vlam van circa 10 cm die ontsprong in een onderbeen. Hij kon de vlam doven door deze met zijn handen af te dekken waardoor hij de zuurstoftoevoer kon stoppen. Zelfs dit geval, indien het werkelijk zou berusten op feiten, levert geen bewijs voor spontane ontbranding; meer voor de hand liggende interpretaties zijn mogelijk. 

## In de literatuur
De bekendste beschrijving van spontane menselijke zelfontbranding in de literatuur is de dood van het personage Krook in de roman Bleak House van Charles Dickens. Dickens raakte over deze passage in debat met George Henry Lewes, die pertinent ontkende dat zoiets mogelijk was.